# Dąbrówno (gemeente)
De gemeente Dąbrówno is een landgemeente in het Poolse woiwodschap Ermland-Mazurië, in powiat Ostródzki.
De zetel van de gemeente is in Dąbrówno.
Op 30 juni 2004 telde de gemeente 4380 inwoners.

## Oppervlakte gegevens
In 2002 bedroeg de totale oppervlakte van gemeente Dąbrówno 165,37 km², waarvan:
- agrarisch gebied: 68%
- bossen: 12%

De gemeente beslaat 9,37% van de totale oppervlakte van de powiat.

## Demografie
Stand op 30 juni 2004:
| Omschrijving                   | Totaal | Totaal | Vrouwen | Vrouwen | Mannen | Mannen |
| ------------------------------ | ------ | ------ | ------- | ------- | ------ | ------ |
| eenheid                        | aantal | %      | aantal  | %       | aantal | %      |
| inwoners                       | 4380   | 100    | 2176    | 49,7    | 2204   | 50,3   |
| bevolkingsdichtheid (inw./km²) | 26,5   | 26,5   | 13,2    | 13,2    | 13,3   | 13,3   |

In 2002 bedroeg het gemiddelde inkomen per inwoner 1493,02 zł.

## Plaatsen

### Administratieve plaatsen (sołectwo)
Brzeźno Mazurskie, Dąbrówno, Elgnowo, Gardyny, Jagodziny, Leszcz, Lewałd Wielki, Łogdowo, Marwałd, Odmy, Okrągłe, Osiekowo, Ostrowite, Samin, Tułodziad, Wądzyn, Wierzbica.

### Overige plaatsen
Bartki, Dąbrowa, Fiugajki, Jabłonowo, Jakubowo, Kalbornia, Pląchawy, Stare Miasto, Saminek.

## Aangrenzende gemeenten
Działdowo, Grunwald, Kozłowo, Lubawa, Ostróda, Rybno